# 蕭正表
蕭正表（508年—550年1月26日），字公儀，南兰陵郡兰陵县（今江苏省常州市武进区）人，追尊梁文帝萧顺之之孙，臨川靖惠王蕭宏第六子，南梁宗室、東魏官员。

## 生平
蕭正表身高七尺九寸，眉目开阔，樣子俊俏卻性格愚昧。蕭衍最初封他為封山縣開國侯，食邑一千户，拜給事中，歷任東宮洗馬、淮南晉安二郡太守，轉官輕車將軍、北徐州刺史，鎮守鍾離。當初蕭衍未有子嗣，曾以蕭正表的兄長蕭正德為養子，後來蕭衍的長子蕭統出生，蕭正德在蕭衍稱帝後僅封為西豐侯，令蕭正德心生不滿。正光三年（522年），蕭正德投奔北魏，但北魏朝廷卻認為他沒有才幹而不加禮待，不久蕭正德就回歸南梁，蕭衍沒有歸罪他，後來封他為臨賀王。蕭衍末年，蕭正德擔任散騎常侍、光祿大夫，知丹陽尹；當時侯景即將渡江，知道蕭正德怨恨蕭衍，就秘密勾结蕭正德，推舉他為皇帝。蕭正德以數十艘船迎接他。侯景過河後攻打揚州，蕭衍下召蕭正表支援：蕭正表和部下在廣陵驻扎，得知兄長被侯景推舉為皇帝，就託詞船糧未齊，徘徊不前進。不久侯景封他為南兗州刺史，爵南郡王。於是蕭正表在歐陽立下栅栏，斷絕蕭衍援軍，他又打算派遣妾侍的兄長龔子明進攻廣陵，但被蕭衍的南兗州刺史、南康王蕭會理指派前廣陵令劉瑗擊敗。蕭正表進退失據，就率領輕騎避走鍾離。
東魏武定七年正月（549年），蕭正表送子為人質，據州內附東魏。徐州刺史高歸彥遣派長史劉士榮前往。事成後他入朝，以勳封蘭陵郡開國公、吳郡王，食邑五千戶。很快就除授侍中、車騎將軍、特進、太子太保、開府儀同三司，賞賜豐厚。以武定七年歲在己巳十二月壬午朔廿三日丙午（550年1月26日），萧正表在私人住宅中去世，虚岁四十二，东魏朝廷赠予侍中、使持节、都督徐揚兗豫濟五州諸軍事、驃騎大將軍、徐州刺史、司空公、開國公、王並如故，谥号昭烈，武定八年歲在庚午二月辛巳朔廿九日己酉（550年4月1日）葬于邺城西面。

## 後代
- 子：蕭廣壽[7][8]
- 子：蕭廣照，南朝梁黃門侍郎，隋朝仁州司馬。
  - 孫：蕭晟（592年－653年），字玄成，唐朝澤州高平縣令、湖州武康縣令。[9]

## 引用
1. ↑  《汉魏南北朝墓志汇编·魏故侍中司空公吳郡王墓誌》：「銘文」魏故侍中使持節都督徐陽袞豫濟五州諸軍事驃騎大將軍徐州刺史司空公蘭陵郡開國公吳郡王銘」君諱正表，字公儀，姓蕭氏，蘭陵人；梁臨川靖惠王之第六子也。其盤石鴻基，固以彪炳驎渠，煥乎史策。烈祖」文皇帝，以瑰奇命世，匡讚齊朝。伯梁武皇帝，膺運受圖，負茲寶曆，天飛江左，光宅四方。考以雄姿桀舉，作宰」家國。王誕乾坤之靈和，稟台華之純粹，內苞九德，外兼百行。弘敏以衛其神，貞明以堅其志。是以延譽令聞，」發於齠齔，端凝岐嶷，肇自跬遊。性恬靜，寡聲慾，寬裕泛愛，器量淵沈。巍巍焉入煙霞而秀上，浩浩焉湛滄波」於無際。清規素德，足以勵俗懷來；言行威風，足以陶時範世。幼含通理，闡思幽微，雖七步之章未遒，權象之」能過智。生長深宮，年殊及學，而皮絃敧器之誡，皆已闇冥匈腐者矣。弱冠爰啟土宇，封山縣開國侯，食邑一」千戶。除給事中，俄轉太子洗馬。以憂去職。徵為驍騎將軍光祿勳，不起。王孝思天然，毀頓過禮，慟血恒流，守」墳逾縞。廬藏猛獸，兔狎階廡。服闋。出為寧遠將軍淮南太守。畿內股肱，去京密邇，寬猛貪廉，纖釐必著，前後」剖符，鮮不黜辱。而王秉行逸群，動多異績，潛惠若神，糾姦猶聖。豈直弭獸反風，留犢縣魚而已。以王達於從」政，鞠育生民，遷為征東將軍假節晉安太守。閩區澳壤，地產金璫，煮海擊鍾，探珠連騎。能懷掌握，富潤雲孫。」而王蕭然臥治，號為神父。責功丞掾，齊道是脩，蒲帛遯肥，廣延仄陋，故得禮變文身，化行殊俗，感幽讚於童」謠，結珮言於民口。雖杜畿之撫河東，陸納之臨震澤，曷以加旃。王既儉能率下，民不敢欺，匪懈恪勤，簡乎帝」聽。左眄豐貂，僉議攸屬。特徵為侍中，縣侯如故。倭迤禁闥，出內秘言，庠序朝端，萬夫傾首，覆是腰腹，未之過」也。淮岱任重，控接關華，土帶汧隴之風，人多六郡之氣。咸以王文武兼姿，剋諧盛選，乃授使持節都督北徐」西徐仁睢安五州諸軍事北徐州刺史。王以天下膏腴，莫尚京邑；兼以猶子之寵，翕習當時，邊岳建旟，非其」所好，固辭不免，擊楫濟江。褰帷入境，豪族喪其精；問政下車，姦吏屏其跡。採俊乂於窮鄉，求民瘼於穹谷。勸」農閱武，愚智影隨。繈負來趨，邊方響應。故能抗御中華，嘯吒淮右。扞圄蕭條，蒲鞭靡設，階少訟言，路多遺劍。」在州六稔，申請亟聞，伏闕表留，歲有千數。雖夕殞之戀朝光，枯苗之思洪澤，未足比焉。俄而賊臣構逆，天步」艱難，而王號哭霄征，驅車弗息，鞠於誓眾，哀感三軍。但封豕遊魂，長蛇假氣，未伏辜誅，猶為時蠹，於是散髮」秦庭，投身魏闕。朝廷嘉王忠孝奮發，義勇兼弘，著美號於姑蘇，啟苴茅於舊里。爰遣中使，道授蘭陵郡開」國公，食邑五千戶，封吳郡王。承榮猶慘，聞命若弔。以王身筠竹箭，貴極東南，擁地移氓，勳符不賞。及●近畿，」王人接軫，士女堵墻，若觀靈瑞。亦既入朝，特蒙殊禮，即拜車騎大將軍侍中特進開府儀同三司太子太」保，甲仗一百人，班劍廿，加羽葆鼓吹一部，王公如故。賜甲第一區，布帛肇計，紅粟萬鍾，田畜車輿，靡不必備。」王以本朝阽危，志殉社稷，尊官厚俸，一不關心，懇惻莫言，誓之丹石。頻敕斷表，敦喻交馳，弗獲拜恩，形立」枯槁。方當借威大國，剿彼豺狼，進效功庸，退雪私恥。而天地無心，與善茫昧，景命頹齡，不登黃苟。春秋卌有」二，以武定七年歲在己巳十二月壬午朔廿三日丙午薨于私第。嗚呼，知與不知，遠近戎華，莫不痛悼失圖，罷厘輟相。惟王識鑒通神，藏納為器，仁潭昆木，澤洽燋苔。不以飆急變音，不以幽居改操。珮蘭桂以外薰，懷」琬琰而內映。風韻弘雅，度亮淹劭，憙怒弗形，得亡猶一，虛己重士，輕財好施。抽尺璧其若𮒑，散一珠如遺跡。」不迷惑於綺羅，不嬉柔於諂佞。馳騁道德之場，遊獵忠義之圃。畏黃金於四知，恥白玉而詒罪。處貴益恭，居」豐逾約。咨可謂剋己謹身，善始令終者已。故能濯穎皇支，聲芳宇宙，但研精之業，恨一匱而喪功；殄悴勤王，」等高巖而落仞。報施無徵，幽冥奄及。及贈侍中使持節都督徐陽袞豫濟五州諸軍事驃騎大將軍徐州刺」史司空公，其開國王并如故，謚昭烈王，禮也。雖復賜地郊園，封疆有託，而感夢歸懷，喬松云靡。粵以八年歲」在庚午二月辛巳朔廿九日己酉窆於鄴城之西垧。若使川為橘岫，地軸成津，檟隧攸長，和如山固，敬述徽」音，播之來世。迺作銘曰：」大哉王冑，峻矣其嵩，齊明二曜，比德虛沖。緯文經武，既哲且雄，志高殄越，智邁和戎。惠腴時雨，嚴烈秋風，謀」猷淵塞，術藝旁通。居朝特達，伊家棟隆，如辰不轉，似月縣空。長標藹藹，盛業融融，入侍紫微，出臨蕃岳。期浹」化成，變澆還樸，論道屬書，談玄入覺。似岱多峰，如河少濁，韞櫃溫溫，舒英卓犖。氣溢江東，形儀涼朔，堅白聿」懷，靈蛇斯握。善價方臻，良工始琢，千里未光，如何潛邈。髮齒痛心，翾馳悲注，幕幕山雲，濛濛隴樹。曲蓋收陰，」時驂解馭，東閣尚開，西陵爰遽。永隔親賓，長留仙處，翳翳□□，□□當旭。曙。
2. 1 2  《魏書·卷五十九·列傳第四十七》：蕭正表，字公儀，蕭衍弟臨川王宣達子也。正表長七尺九寸，眉目疏朗。雖質貌豐美，而性理短闇。衍以為封山縣開國侯，拜給事中，歷東宮洗馬、淮南晉安二郡太守。轉輕車將軍、北徐州刺史，鎮鍾離。
3. 1 2  《北史·卷二十九·列傳第十七》：蕭正表，字公儀，梁武帝弟臨川王宏之子也。在梁封山陰縣侯，位北徐州刺史，鎮鐘離。正表長七尺九寸，雖質貌豐美，而性理短暗。
4. 1 2  《魏書·卷五十九·列傳第四十七》：初，衍未有子，以正表兄正德為子，既而封為西豐侯。正德私懷忿憾。正光三年，背衍奔洛，朝廷以其人才庸劣，不加禮待。尋逃歸，衍不之罪。後封正德臨賀王。衍末，復為散騎常侍、光祿大夫，知丹陽尹事。侯景之將濟江也，知正德有恨於衍，密與交通，許推為主。正德以船數十舫迎之。
5. 1 2  《北史·卷二十九·列傳第十七》：初，梁武未有子，以正表兄西豐侯正德為子。及自有子，正德歸本，私懷忿憾，以正光三年，背梁奔魏。魏朝以其人才庸劣，不禮焉。尋逃歸梁，梁武不之罪，封為臨賀王。侯景將濟江，知正德有恨，密與交通，許推為主，正德以船迎之。
6. ↑  《魏書·卷五十九·列傳第四十七》：景渡江，衍召正表入援。正表率眾次廣陵，聞正德為侯景所推，仍託舫糧未集，磬桓不進。景尋以正表為南兗州刺史，封南郡王。正表既受景署，遂於歐陽立柵，斷衍援軍。又欲遣其妾兄龔子明進攻廣陵。衍南兗州刺史、南康王蕭會理遣前廣陵令劉瑗襲擊，破之。正表狼狽失據，乃率輕騎，走還鍾離。
7. 1 2 3  《北史·卷二十九·列傳第十七》：景度，攻揚州。正表聞正德為侯景所推，盤桓不赴援。景尋以正表為南兗州刺史，封南郡王。正表遂于歐陽立柵，斷梁援軍。南兗州刺史南康王蕭會理遣兵擊破之。正表走還鐘離，以武定七年，據州內屬，封蘭陵郡王。尋除侍中、太子太保、開府儀同三司。薨，贈司空公，諡曰昭烈。子廣壽。
8. 1 2  《魏書·卷五十九·列傳第四十七》：武定七年正月，仍送子為質，據州內屬。徐州刺史高歸彥遣長史劉士榮馳赴之。事定，正表入朝，以勳封蘭陵郡開國公、吳郡王，食邑五千戶。尋除侍中、車騎將軍、特進、太子太保、開府儀同三司，賞賚豐厚。其年冬薨，年四十二。贈侍中、都督徐揚兗豫濟五州諸軍事、驃騎大將軍、司空公、徐州刺史，開國公、王並如故。諡曰昭烈。子廣壽。
9. ↑  《唐蕭晟墓誌并蓋》（《秦晋豫新出墓誌蒐佚》，国家图书馆出版社，2012年，第160-161頁）：君諱晟，字玄成，蘭陵人也。曾祖宏，梁武帝第六弟，使持節、楊州牧、臨川王。祖正表，梁侍中、吳郡王。父廣照，梁黃門侍郎、隋仁州司馬。……舉擢為澤州高平縣令，又遷湖州武康縣令。……粵以永徽四年九月十日寢疾卒於武康縣之公舘，春秋六十有二。

## 延伸阅读
[在维基数据编辑]
 《魏書/卷59》，出自魏收《魏书》
 《北史·卷029》，出自李延壽《北史》